# Будановский замок
Будановский замок (укр. Буданівський замок) — фортификационное сооружение в селе Буданове Тернопольской области. Замок возвышается на Замковой горе, подступы к которой затрудняют естественные препятствия. Сохранились две угловые конусообразные башни с двумя ярусами пушечных амбразур. Наряду с башнями сохранились фрагменты замковых стен и старые келейные корпуса, переоборудованные из замковых казарм, тянущиеся к костелу.

## История
Первый деревянный замок в Буданове был возведен его владельцем Якубом Будзановским. В начале XVII века на месте разрушенной крымскими татарами деревянной крепости, совладельцы города братья Ян и Марцин Ходоровские способствовали сооружению каменной крепости. В 1631 году они продали замок Александру Сененському (сыну Даниэля Сененского и Эльжбеты Тарновской). Затем замок перешёл в собственность к семье Левочинских.
Во время Национально-освободительной войны украинского народа 1648—1653 года под руководством Богдана Хмельницкого казаки несколько раз брали приступом укрепления (замок дважды успешно выдержал казацкую осаду во время Освободительной войны, но во время 3-й казачьей атаки 1651 года было захвачен). После этих событий замок лежал в полуразрушенном и разграбленном состоянии. Описание замка 1661 года свидетельствует: «здесь сгнили крыши и пол, башни и стены имели немало пробоин, стрелковые галереи на башнях прогнили, печки в жилых помещениях стояли развалившимися».
Замок отстроили, но турецкая армия паши Ибрагима Шишмана в 1675 году мощными артобстрелами полностью его уничтожила. Защитников замка местное население похоронило на соседней горе Погибница. После этого разрушения военная комиссия признала нецелесообразным восстанавливать весь фортификационный ансамбль. В 1765 году Евстафий Потоцкий в угоду своей жене Марии подарил Будановский замок католическим монахиням, выделил средства на его переоборудование под монастырь. В 1846 году монастырские помещения были реконструированы, достроены госпитальный корпус.
В 1956 году восстановленный замковый комплекс заработал как психиатрическая больница на 300 коек. Она функционирует здесь до сих пор.

## Замок на гербе Буданова
Современный герб Буданова утвержден 25 марта 1999 года. В лазурном поле серебряная каменная стена с башней, на которой изображен золотой лев с золотым мечом в лапах. Крепостная стена указывает на причину возникновения Буданова и его стратегическое значение как укрепленного городка с оборонным замком.